# Mitt kors är ej större än hans nåd
Mitt kors är ej större än hans nåd är en körsång från 1893 med text och musik av Ballington Booth. 

## Publicerad i
- Frälsningsarméns sångbok 1929 som nr 82 i kördelen under rubriken "Helgelse".
- Frälsningsarméns sångbok 1968 som nr 77 i kördelen under rubriken "Helgelse".
- Frälsningsarméns sångbok 1990 som nr 800 under rubriken "Helgelse".